# Concarneau
Concarneau (bret. Konk-Kerne) – miejscowość i gmina we Francji, w regionie Bretania, w departamencie Finistère.

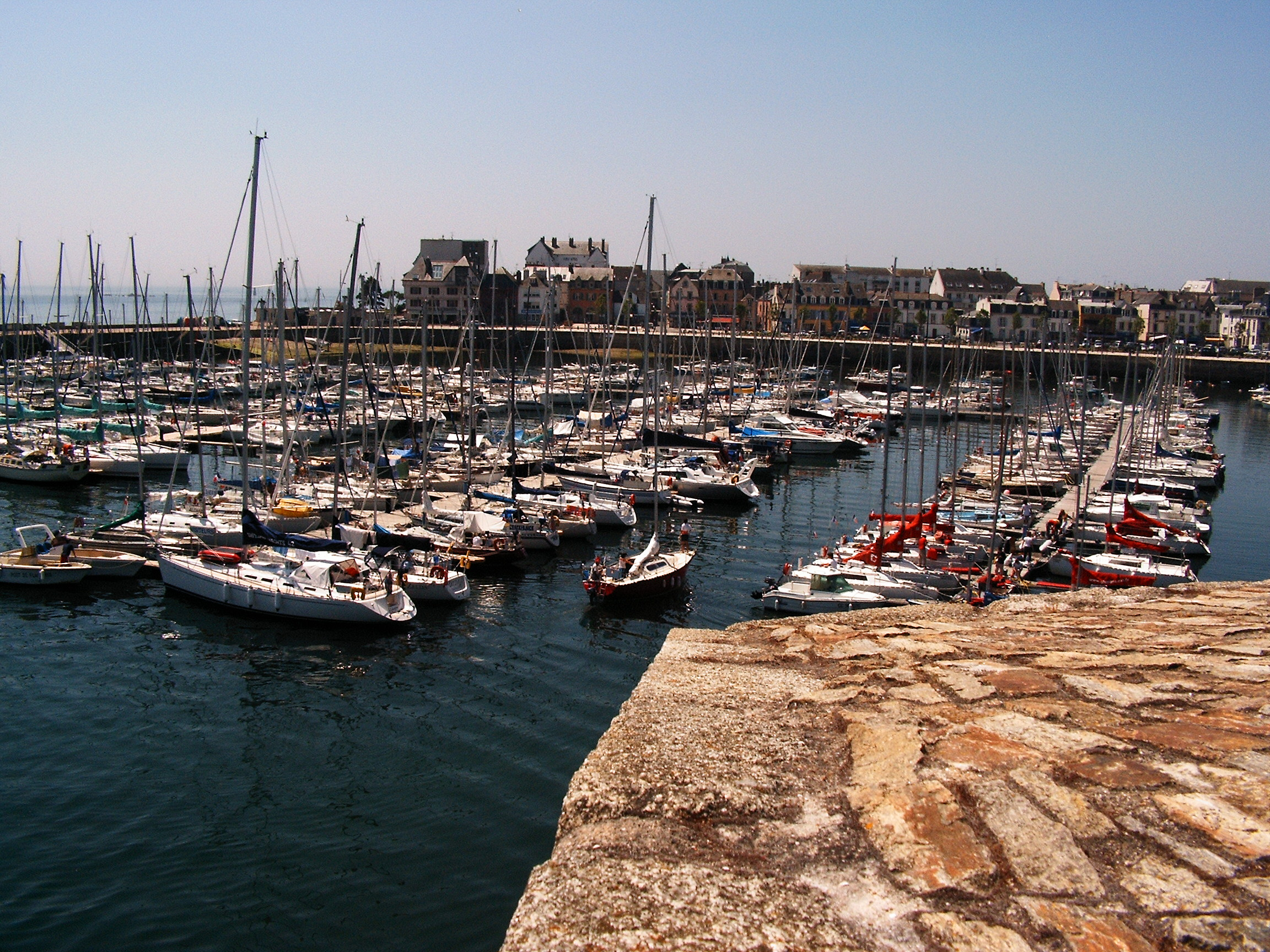
Port

Według danych na rok 1990 gminę zamieszkiwało 18 630 osób, a gęstość zaludnienia wynosiła 454 osoby/km² (wśród 1269 gmin Bretanii Concarneau plasuje się na 10. miejscu pod względem liczby ludności, natomiast pod względem powierzchni na miejscu 135.).

## Współpraca
- Bielefeld, Niemcy
- M'bour, Senegal
- Penzance, Wielka Brytania